# San Agustín Tlaxiaca
San Agustín Tlaxiaca är en ort i Mexiko.   Den ligger i kommunen San Agustín Tlaxiaca och delstaten Hidalgo, i den sydöstra delen av landet, 80 km norr om huvudstaden Mexico City. San Agustín Tlaxiaca ligger 2 360 meter över havet och antalet invånare är 8 788.
Terrängen runt San Agustín Tlaxiaca är kuperad. Runt San Agustín Tlaxiaca är det ganska tätbefolkat, med 60 invånare per kvadratkilometer. Närmaste större samhälle är Pachuca de Soto, 16,0 km öster om San Agustín Tlaxiaca. Trakten runt San Agustín Tlaxiaca består till största delen av jordbruksmark.